# بیورن برگمان سیگوردسون
بیورن سیگوردسون (ایسلندی: Björn Bergmann Sigurðarson؛ زادهٔ ۲۶ فوریهٔ ۱۹۹۱) بازیکن فوتبال اهل ایسلند است.

## باشگاهی
از باشگاه‌هایی که در آن بازی کرده‌است می‌توان به باشگاه فوتبال ولورهمپتون واندررز، و باشگاه فوتبال لیلستروم، باشگاه فوتبال مولده، باشگاه فوتبال کپنهاگن، تیم ملی فوتبال ایسلند، باشگاه فوتبال ولورهمپتون واندررز و باشگاه فوتبال روستوف اشاره کرد.

## تیم ملی
وی همچنین در تیم‌های ملی فوتبال ایسلند بازی کرده‌است.